# Liga Luxemburguesa de Basquetebol de 2022-23
A Temporada da LBBL de 2022–23 foi a 70ª edição da competição de elite do basquetebol de Luxemburgo tendo o Amicale Steinsel como defensor do título luxemburguês (oitava conquista).
A liga teve seu nome alterado para a temporada 2021-21 e trocou sua denominação Total League por LBBL (Luxembourg Basket-Ball League).

## Clubes Participantes
| Clube                 | Cidade           | Arena                                   |
| --------------------- | ---------------- | --------------------------------------- |
| AB Contern            | Contern          | Ginásio Esportivo "Um Ewent"            |
| Amicale Steinsel      | Steinsel         | Ginásio Poliesportivo "Alain Marchetti" |
| Arantia Larochette    | Larochette       | Hall sportif Centre Filano              |
| AS Soleuvre           | Soleuvre         | Hall Tennis                             |
| Basket Esch           | Esch-sur-Alzette | Ginásio Poliesportivo Esch-sur-Alzette  |
| Etzella Ettelbruck    | Ettelbruck       | Centro Esportivo du Deich               |
| Gréngewald Hueschtert | Oberanven        | Centro Esportivo "Am Sand"              |
| Musel Pikes           | Stadtbredimus    | Sporthal Stadbriedemes                  |
| Résidence Walferdange | Walferdange      | Pavilhão Esportivo                      |
| Sparta Bertrange      | Bertrange        | Centro Atert                            |
| T71 Dudelange         | Dudelange        | Salle Fos Grimler                       |
| U.S. Hiefenech        | Heffingen        | Centro Esportivo Heffingen              |

fonte:luxembourg.basketball.com

## Temporada Regular

### Tabela de Classificação
| Pos. | Clube                 | J  | V  | D  | P+   | P-   | Pt. | Classificação |
| ---- | --------------------- | -- | -- | -- | ---- | ---- | --- | ------------- |
| 1    | Amicale Steinsel      | 22 | 18 | 4  | 1963 | 1708 | 40  | Playoffs      |
| 2    | Basket Esch           | 22 | 17 | 5  | 1798 | 1574 | 39  | Playoffs      |
| 3    | T71 Dudelange         | 22 | 16 | 6  | 1775 | 1640 | 38  | Playoffs      |
| 4    | Etzella Ettelbruck    | 22 | 15 | 7  | 2009 | 1748 | 37  | Playoffs      |
| 5    | Arantia Larochette    | 22 | 14 | 8  | 1811 | 1768 | 36  | Playoffs      |
| 6    | Sparta Bertrange      | 22 | 11 | 11 | 1882 | 1897 | 33  | Playoffs      |
| 7    | Résidence Walferdange | 22 | 10 | 12 | 2004 | 1917 | 32  | Playoffs      |
| 8    | AB Contern            | 22 | 8  | 14 | 1858 | 1967 | 30  | Playoffs      |
| 9    | Gréngewald Hueschtert | 22 | 7  | 15 | 1670 | 1799 | 29  | Playouts      |
| 10   | Musel Pikes           | 22 | 7  | 15 | 1626 | 1774 | 29  | Playouts      |
| 11   | AS Soleuvre           | 22 | 6  | 16 | 1702 | 1974 | 28  | Playouts      |
| 12   | U.S. Hiefenech        | 22 | 3  | 19 | 1583 | 1915 | 25  | Playouts      |

fonte:luxembourg.basketball.com
|  |                              |
|  | Classificados aos Playoffs   |
|  | Classificados aos "Playouts" |

### Confrontos
| Casa\Visitante        | ABC    | AMI     | ARA    | SOL    | ESC    | ETZ     | GRE    | MUS    | RES    | SPA     | T71   | USH    |
| --------------------- | ------ | ------- | ------ | ------ | ------ | ------- | ------ | ------ | ------ | ------- | ----- | ------ |
| AB Contern            |        | 81-91   | 88-95  | 88-96  | 78-86  | 82-99   | 95-72  | 95-71  | 85-105 | 95-89   | 73-87 | 78-70  |
| Amicale Steinsel      | 92-76  |         | 92-67  | 106-76 | 95-80  | 81-102  | 94-67  | 102-74 | 104-90 | 73-77   | 83-78 | 90-60  |
| Arantia Larochette    | 96-73  | 95-89   |        | 101-77 | 94-67  | 66-78   | 83-73  | 72-73  | 91-84  | 84-68   | 52-53 | 93-61  |
| AS Soleuvre           | 87-92  | 65-102  | 79-90  |        | 73-80  | 62-84   | 87-78  | 76-89  | 94-87  | 112-103 | 65-86 | 89-73  |
| Basket Esch           | 90-79  | 91-61   | 96-69  | 85-69  |        | 72-66   | 91-79  | 75-67  | 71-82  | 96-74   | 74-56 | 90-74  |
| Etzella Ettelbruck    | 107-82 | 82-95   | 89-96  | 105-97 | 68-71  |         | 103-85 | 105-65 | 112-88 | 105-67  | 66-77 | 109-62 |
| Gréngewald Hueschtert | 79-72  | 64-84   | 80-84  | 75-61  | 86-81  | 82-94   |        | 92-74  | 68-63  | 69-78   | 68-78 | 89-74  |
| Musel Pikes           | 87-93  | 54-70   | 74-77  | 70-60  | 52-66  | 68-76   | 75-63  |        | 88-76  | 75-94   | 74-89 | 79-54  |
| Résidence Walferdange | 95-111 | 100-107 | 111-96 | 117-59 | 80-95  | 96-102  | 85-75  | 81-70  |        | 82-87   | 84-73 | 94-82  |
| Sparta Bertrange      | 115-74 | 68-75   | 86-73  | 98-69  | 69-64  | 108-103 | 86-87  | 106-91 | 74-115 |         | 77-90 | 102-85 |
| T71 Dudelange         | 82-79  | 83-93   | 82-65  | 89-66  | 58-62  | 76-75   | 87-73  | 75-82  | 101-92 | 87-72   |       | 83-74  |
| U.S. Hiefenech        | 76-89  | 77-84   | 66-74  | 76-83  | 58-109 | 70-78   | 70-66  | 77-74  | 72-97  | 93-84   | 79-81 |        |

fonte:luxembourg.basketball.com

## Playoffs

### Quartas de final
| Time 1             | Série | Time 2                | 1º Jogo | 2º Jogo   | 3º Jogo   |
| ------------------ | ----- | --------------------- | ------- | --------- | --------- |
| Amicale Steinsel   | 2 - 0 | AB Contern            | 87 - 71 | 105 - 100 | -         |
| Etzella Ettelbruck | 1 - 2 | Arantia Larochette    | 93 - 90 | 81 - 90   | 102 - 103 |
| Basket Esch        | 2 - 1 | Résidence Walferdange | 91 - 80 | 76 - 80   | 82 - 69   |
| T71 Dudelange      | 2 - 1 | Sparta Bertrange      | 74 - 72 | 90 - 103  | 76 - 62   |

### Semifinal
| Time 1           | Série | Time 2             | 1º Jogo | 2º Jogo  | 3º Jogo |
| ---------------- | ----- | ------------------ | ------- | -------- | ------- |
| Amicale Steinsel | 2 - 0 | Arantia Larochette | 98 - 59 | 100 - 88 | -       |
| Basket Esch      | 2 - 1 | T71 Dudelange      | 54 - 84 | 80 - 79  | 79 - 57 |

### Final
| Time 1           | Série | Time 2      | 1º Jogo | 2º Jogo | 3º Jogo | 4º Jogo | 5º Jogo |
| ---------------- | ----- | ----------- | ------- | ------- | ------- | ------- | ------- |
| Amicale Steinsel | 1 - 3 | Basket Esch | 74 - 79 | 73 - 68 | 75 - 95 | 71 - 82 | -       |

### Premiação
| LBBL de 2022-23                 |
| Luxemburgo                      |
| ------------------------------- |
| Basket Esch Campeão (1° título) |

## Playouts

### Classificação
| Pos. | Clube                 | J  | V  | D  | P+  | P-  | Pt. | Classificação |
| ---- | --------------------- | -- | -- | -- | --- | --- | --- | ------------- |
| 9    | Musel Pikes           | 28 | 12 | 16 | 475 | 438 | 40  |               |
| 10   | Gréngewald Hueschtert | 28 | 9  | 19 | 446 | 459 | 37  | Repescagem    |
| 11   | AS Soleuvre           | 28 | 8  | 20 | 466 | 476 | 36  | Rebaixados    |
| 12   | U.S. Hiefenech        | 28 | 6  | 22 | 467 | 481 | 34  | Rebaixados    |

### Repescagem
| Equipa 1              | Série | Equipa 2            | 1.º jogo | 2.º jogo | 3.º jogo |
| --------------------- | ----- | ------------------- | -------- | -------- | -------- |
| Gréngewald Hueschtert | 2 - 0 | Avanti Mondorf 2000 | 79 - 76  | 71 - 62  | -        |